# L'uomo bicentenario (film)
L'uomo bicentenario (Bicentennial Man) è un film del 1999 diretto da Chris Columbus.
Basato sull'omonimo racconto di Isaac Asimov e sul suo susseguente romanzo Robot NDR-113, scritto a quattro mani da Robert Silverberg e Isaac Asimov. Il film fu un insuccesso commerciale e venne accolto con pareri discordanti, ma ricevette una candidatura all'Oscar al miglior trucco.

## Trama
(Frase ricorrente di Andrew Martin)
Il film ripercorre l'esistenza di Andrew Martin, uno dei primi prototipi di robot positronico (modello NDR-114, da cui il nome "Andrew"), acquistato dalla famiglia Martin nell'aprile del 2005 come robot di servizio. Nonostante l'iniziale diffidenza della signora Martin e l'aperta ostilità della figlia maggiore, il robot viene lentamente accettato dalla famiglia, ed in particolare dalla figlia più piccola (che lui chiama "Piccola Miss"), con la quale stringe un legame molto forte.
Andrew dimostra ben presto di possedere emozioni e reazioni del tutto inaspettate per un robot, e soprattutto di essere dotato di un'innata dote per l'intaglio del legno.
Accortosi della singolarità del robot, il signor Martin lo porta alla sede della Robotics, dove il Direttore, dopo essere stato messo al corrente della sua particolarità, pensa ad un'anomalia della rete positronica ed è pronto a risarcire il cliente con un nuovo robot, ma il signor Martin si oppone, poiché ritiene che Andrew sia un esemplare unico nel suo genere e non sopporta che venga dissezionato, quindi lo riporta a casa e gli promette più libertà nelle faccende domestiche: d'ora in avanti verrà trattato come uno di famiglia.
Sotto la guida del signor Martin, Andrew impara a progettare e costruire orologi in legno, facendosi allo stesso tempo una cultura sul mondo umano ed i suoi comportamenti. In poco tempo scopre di avere delle sensazioni, come la paura, la tristezza per le brutte cose e uno spiccato senso dell'umorismo.
Con il passare degli anni il suo rapporto con la famiglia, soprattutto con "Piccola Miss" si rafforza sempre di più. Andrew ha nel frattempo costruito molti orologi, ma la signora Martin vuole venderli al più presto per liberare la casa. Piccola Miss replica che Andrew, avendo lavorato agli orologi praticamente da solo, ha diritto a beneficiare del ricavato della vendita, così il signor Martin, con l'aiuto di un avvocato, fa versare una cospicua somma in un conto aperto a nome di Andrew, dandogli così ancora più indipendenza.
Un giorno "Piccola Miss", ormai adulta, riceve una proposta di matrimonio dal suo fidanzato Frank, ma prima di accettare, si confida con Andrew: infatti la giovane prova qualcosa per un suo amico straordinario ed esita a sposarsi perché non vuole abbandonarlo. Andrew naturalmente non capisce che si sta riferendo a lui e la consiglia con la logica. Lei decide di sposarsi, però gli chiede comunque di essere il cerimoniere alla funzione, per cui dovrà indossare dei vestiti.
Per un piccolo incidente durante i suoi lavori di falegnameria, Andrew perde la falange di un dito ed è subito portato al centro riparazioni della Robotics, dove però il signor Martin, memore dell'ultimo incontro, avverte il Direttore di aver installato un dispositivo che gli permette di scoprire se Andrew venisse smontato o esaminato senza autorizzazione. Andrew inoltre chiede di essere modificato, per avere maggiore espressività. Chiedendo la modifica oltretutto umilia involontariamente il direttore: grazie agli orologi che costruisce, ormai Andrew guadagna in un mese quello che l'uomo, che lo definiva "elettrodomestico", guadagna in un anno.
Così "Piccola Miss" si sposa ed Andrew, che ora può mostrare visibilmente le sue emozioni, consola il signor Martin, anche lui triste e commosso, rinnovando la sua fedeltà alla famiglia.
Dodici anni dopo, Andrew si è totalmente conformato alle abitudini umane, indossa vestiti e passa il tempo libero sulla spiaggia a leggere o a parlare con "Piccola Miss", che spesso gli fa visita. Avendo col tempo acquisito sempre maggior consapevolezza di sé, arriva al punto di richiedere di non essere più considerato come una proprietà e di ottenere la propria libertà. All'inizio pensa di comprare la sua libertà, consegnando tutto il suo denaro al signor Martin, ma quest'ultimo li rifiuta e quasi gli ordina di andarsene dalla casa: ha capito che Andrew deve trovare la sua strada e vivere la sua vita. Andrew ha ottenuto la libertà tanto desiderata e costruisce la sua casa interamente in legno in riva al mare, là dove aveva passato tanti bei momenti con "Piccola Miss", che nel frattempo ha avuto dei figli, tra i quali spicca Lloyd, a cui Andrew sta particolarmente antipatico, e ha divorziato dal marito.
Sedici anni dopo, per l'anziano signor Martin è giunta l'ultima ora. Sul letto di morte ringrazia Andrew per tutto ciò che ha fatto, gli dice di aver sempre saputo che dargli la libertà è sempre stata la cosa giusta da fare e gli ricorda di essere un robot speciale.
Andrew decide di mettersi alla ricerca di un robot capace anch'esso di provare emozioni e chiede a Lloyd, che ora lavora alla Robotics, di potersi mettere alla ricerca dei robot della vecchia serie ND. L'uomo gli procura volentieri la lista dei vecchi robot, con la scusa di allontanarlo dalla famiglia per un po' di tempo. Il viaggio di Andrew dura quasi vent'anni, ma non sembra portare a risultati concreti perché tutti i robot ND sono o disattivati o riprogrammati in modo tale da non poter interagire come lui. Raggiunta San Francisco, Andrew trova Galatea, una variante femmina della serie NDR, appartenente ad un tecnico di robot chiamato Rupert Burns. Inizialmente Andrew è eccitato dall'idea di averla incontrata, ma presto resta deluso quando scopre che lei, a differenza sua, ha una personalità artificiale dovuta ad un microchip apposito. Burns però lo distrae raccontandogli di come fosse proprio il padre del tecnico ad aver sviluppato la tecnologia che ha reso Andrew capace di mimare le espressioni facciali e ora Rupert, che ha proseguito la ricerca, ha trovato il sistema per far assomigliare un robot, in tutto e per tutto, ad un essere umano. Entusiasta, Andrew finanzia la ricerca di Burns e si sottopone ad un intervento che lo rende, almeno all'esterno, definitivamente simile ad un umano.
Tornato a casa dei Martin, Andrew scopre che ora "Piccola Miss" è nonna di Portia, figlia di Lloyd, uguale a lei nell'aspetto; proprio per questo Andrew rimane colpito. Separati da marcate differenze e da molta diffidenza, Andrew e Portia si avvicinano e, a poco a poco, diventano amici. Lei fa la restauratrice ed è fidanzata con un certo Charles. Pur essendo dotato di umorismo e carisma, Andrew è ancora privo di sentimenti ed il suo rapporto con Portia non va oltre un certo limite, anche se lei lo incoraggia ad infrangere qualche regola e a non seguire sempre la strada più logica. Non molto tempo dopo anche "Piccola Miss" muore a causa di un infarto: ora che anche l'ultimo membro della sua famiglia se ne è andata, Andrew capisce che tutte le persone che ama, prima o poi, moriranno; sconvolto, ma non del tutto scoraggiato, Andrew vara, insieme a Burns, un progetto volto alla costruzione di una controparte meccanica degli organi umani. Il grandioso progetto prende forma, ed Andrew si sottopone ad un nuovo intervento che gli dà finalmente la capacità di provare tutte le sensazioni umane, grazie ad una variante elettronica del sistema nervoso centrale.
Grazie ai nuovi organi e alla capacità di provare sentimenti, Andrew si innamora concretamente di Portia. Mostra di essere geloso durante la sua festa di fidanzamento ed infine, trovato il coraggio, si dichiara a Portia, riuscendo ad annullare il matrimonio di lei con Charles. I due riescono ad avere perfino un rapporto sessuale, grazie all'organo riproduttore da poco impiantato da Burns. Degli ulteriori upgrade lo forniscono anche di un apparato digerente, per cui ora Andrew può godere finalmente del cibo.
Per potersi sposare con Portia, Andrew si presenta al "Congresso Mondiale" per essere riconosciuto a tutti gli effetti come essere umano, ma l'organo giuridico rifiuta di approvare la richiesta, poiché il cervello positronico rende Andrew immortale, e ciò potrebbe causare agli uomini grosse divergenze in quanto non vi è mai stato un umano immortale, quindi non accettabile nella società.
In un primo tempo Andrew pensa di poter vivere serenamente con Portia e cerca di allungarle la vita grazie ad organi nuovi ed elisir di DNA di sua invenzione. Infatti, grazie ad essi, all'età di 75 anni Portia ha ancora l'aspetto di una cinquantenne, ma essa rivela ad Andrew che prima o poi smetterà di sottoporsi a trattamenti per allungare la propria vita perché morire fa parte dell'esistenza di un essere umano e quindi, prima o poi, lei dovrà morire perché è giusto che accada. Questa frase gli ricorda quel che disse molto tempo prima il signor Martin, cioè che per lui "il tempo è infinito". Decide allora di sottoporsi ad un ultimo, radicale intervento, facendo iniettare del sangue umano all'interno dei suoi circuiti che soffriranno un inarrestabile e progressivo degradamento, che culminerà effettivamente con la sua morte. L'operazione viene eseguita dall'anziano Rupert Burns, che nel tempo è diventato ricco e famoso grazie agli organi meccanici costruiti insieme ad Andrew.
Anni dopo, Andrew è ormai invecchiato e si ripresenta davanti al Congresso Mondiale per ripetere la sua richiesta. Il congresso richiede tempo per deliberare, ma stavolta ha un tempo limitato, per decidere. In punto di morte, ormai nel 2205, ovvero esattamente dopo duecento anni di vita, Andrew Martin viene informato che è diventato membro a tutti gli effetti del genere umano e che quindi ora è ufficialmente legato in matrimonio con Portia. Morto Andrew, Portia chiede ad un'infermiera (che si rivela essere Galatea, la variante NDR femmina che lavorava nell'officina di Rupert) di staccare anche a lei la spina, cosicché possa raggiungere Andrew. Ora anche lei ormai in punto di morte, Portia ringrazia Galatea per il gesto, a cui quest'ultima risponde citando una frase che Andrew soleva ripetere spesso, durante la sua vita: "Uno è lieto di poter servire".

## Produzione
Il film è stato girato in California nelle seguenti località: Woodside, San Francisco, Half Moon Bay, Fremont, Redwood City e Alameda, tra il 15 marzo e il 16 luglio 1999.
Le scene alla NorthAm Robotics sono state filmate nella sede centrale della Oracle Corporation a Redwood City. Uno dei veicoli presenti nel film è un modello General Motors originariamente utilizzato in Demolition Man (1993).
Robin Williams ha dovuto indossare per molte riprese una corazza assemblata su misura per lui e il cui peso pare oscillasse tra i 10 e i 15 chili.
Per qualche tempo si sparse la voce secondo la quale al di sotto del costume di scena fosse presente un altro attore, che avrebbe poi lasciato spazio a Robin Williams nelle sequenze in cui Andrew assume sembianze umane. Fu lo stesso Williams a smentire, in un'intervista, questa teoria, confermando di essere stato lui ad interpretare Andrew per tutta la durata della storia.
Il comportamento di Andrew è governato dalle tre leggi della robotica di Asimov, che lui stesso declama all'inizio del film come dimostrazione del proprio funzionamento.
La stessa Galatea alla fine del film sembrerebbe infrangere una delle tre leggi della robotica, la prima, staccando la spina e quindi uccidendo Portia Charney. In realtà può farlo in quanto si rende conto di non recarle danno.
Nel racconto originale di Asimov (così come in molti altri della collana), il nome della società produttrice dei robot NDR-114 era "U.S. Robots and Mechanical Men"; poiché, nel racconto, tale società viene descritta in termini piuttosto negativi, il nome è stato cambiato in "NorthAm Robotics" su pressioni della U.S. Robotics, la cui dirigenza non vedeva di buon grado l'idea di esservi accostata, pur solo per assonanza.

## Colonna sonora
La canzone nei titoli di coda è Then You Look at Me di Céline Dion, estratta dall'album All the Way... A Decade of Song.
In una scena, dove vengono inquadrati Andrew e Rupert al lavoro agli organi artificiali, Galatea canta "If I Only Had A Heart" tratta dal film Il mago di Oz. La canzone viene cantata usando altre parole (nel doppiaggio italiano) ma è un chiaro riferimento al fatto che i robot non avendo un cuore lo desiderano per assomigliare ai loro creatori, ovvero gli esseri umani.

## Accoglienza

### Incassi
La pellicola incassò 87 milioni di dollari contro un budget di 100 milioni, non riuscendo dunque a rientrare nei costi di produzione.

### Critica
Il film ha ricevuto critiche miste. Sul sito Rotten Tomatoes registra il 36% delle recensioni professionali positive, scrivendo che il film "è rovinato da una cattiva sceneggiatura e finisce per essere noioso e sdolcinato". Su Metacritic ha invece un punteggio di 42 su 100 basato su 31 recensioni.
Secondo Roger Ebert: "L'uomo bicentenario inizia in maniera interessante, procede a singhiozzo, e infine sprofonda in un ronzio smielato di sentimenti da cartolina d'auguri. Robin Williams trascorre la prima metà del film rinchiuso in un costume metallico da robot, e quando ne esce, si robotizza invece la sceneggiatura."

## Riconoscimenti
- 2000 - Premi Oscar
  - Candidatura al miglior trucco a Greg Cannom